# Flupirtyna
Flupirtyna (łac. flupirtinum) – lek przeciwbólowy stosowany w leczeniu bólów związanych z układem ruchu.

## Mechanizm działania
Flupirtyna jest nieopioidowym lekiem o działaniu ośrodkowym należącym do związków selektywnie otwierających neuronalny kanał potasowy (Selective Neuronal Potassium Channel Opener – SNEPO).

## Właściwości
Flupirtyna nie wywołuje przyzwyczajenia i nie prowadzi do rozwoju tolerancji na lek.

## Wskazania
- różnego pochodzenia bóle ostre i przewlekłe układu ruchu o małym lub średnim nasileniu. Szczególnie jeśli związane ze wzmożonym napięciem mięśni np. w przebiegu ucisku korzeni nerwowych[3][4].

## Interakcje lekowe
Działanie następujących leków i substancji jest wzmacniane przez flupirtynę:
- alkohol
- leki uspokajające (np. diazepam)
- leki zmniejszające napięcie mięśniowe
- leki przeciwkrzepliwe (np. warfaryna)

Nie należy kojarzyć podawania flupirtyny z paracetamolem lub karbamazepiną.

## Dawkowanie
Ściśle według wskazań lekarza.

## Preparaty
Katadolon kapsułki 100 mg